# Nuestra Señora de las Mercedes

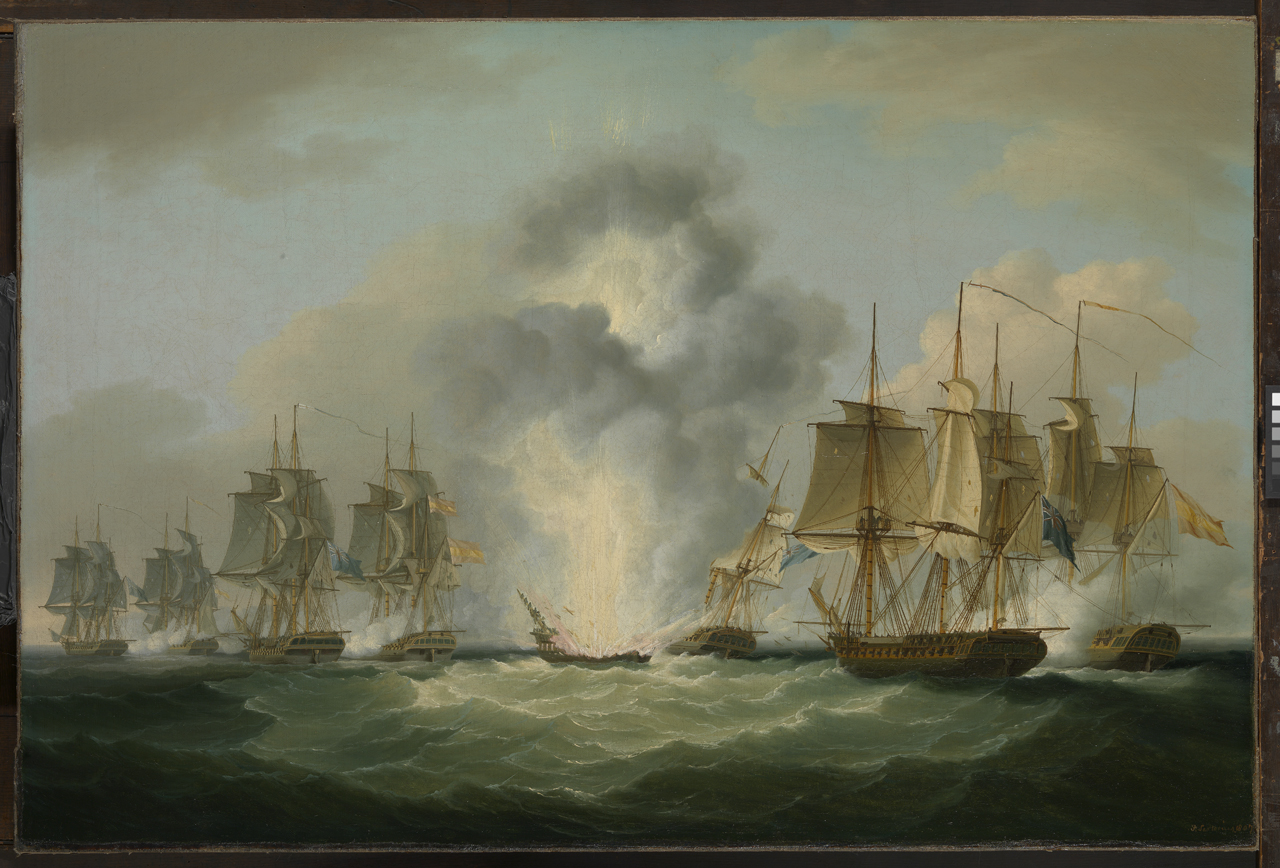
Le naufrage de la Mercedes

Position approximative de l’épave au sud du Portugal

Le Nuestra Señora de las Mercedes (« Notre Dame de la Miséricorde » en français) était une frégate espagnole qui fut coulée par les Britanniques le 5 octobre 1804 au large du sud du Portugal durant la bataille de Cape Sante Maria (Battle of Cape Santa Maria en anglais ou Batalla del Cabo de Santa María en espagnol). 
Cette bataille navale est peu connue du grand public, mais n'en est pas moins importante. En effet, jusqu'alors le royaume d'Espagne paie un tribut à la France napoléonienne afin d'être laissée « éloignée des vues bonapartistes » et que Bonaparte s'occupe d'un Royaume uni (renforcé par l'Acte d'Union de 1801) qui est plus que jamais son grand rival dans le commerce maritime. À la suite de l'attaque anglaise d'octobre 1804, l'Espagne se retrouve de fait en « état de guerre contre les Britanniques » et donc alliée à la France. Un an plus tard se déroule, pas très loin de là, plus à l'Ouest du golfe de Cadix, la fameuse bataille de Trafalgar, dont l'issue confirme la suprématie britannique sur les mers.

## Litige à propos de la découverte de l'épave
En mai 2007, l’entreprise américaine Odyssey Marine Exploration annonçait avoir découvert l’épave d'un navire, qu'elle prétend être le Black Swan, et récupéré le trésor qu’elle contenait. Elle se porte immédiatement devant un tribunal de Floride afin de se voir reconnaître la propriété du trésor, ce qui donne lieu à une bataille juridique notamment avec l’Espagne, qui revendique la propriété de l'épave et du trésor en tant qu'il s'agit des restes d'un navire militaire espagnol,. D'autres parties prenantes se sont aussi manifestées lors du procès, dont le Pérou, qui revendiquait le trésor en affirmant être le pays originaire de celui-ci, et un grand nombre de particuliers, déclarant être les descendants de marchands qui avaient utilisé les services de la marine de guerre espagnole pour transporter et protéger leurs biens durant la guerre.
Odyssey Marine Exploration annonçait avoir remonté plus de 500 000 pièces d’argent pesant plus de 15 tonnes, des centaines de pièces d’or et d’autres objets. Ce trésor est considéré à ce jour comme la plus grande quantité de pièces jamais récupérées sur un seul site en eau profonde.
En septembre 2011, un tribunal d'Atlanta (Géorgie) confirme la demande de l’Espagne de récupérer le trésor en identifiant le navire comme étant bien le Mercedes (et non le Black Swan) et en se déclarant incompétent, notamment au vu du Foreign Sovereign Immunities Act (FSIA) de 1976. Bien que l'épave ait été trouvée en eaux internationales selon le tribunal (qui se fonde, pour cette appréciation, sur la convention de Genève de 1958 et non sur la Convention des Nations unies sur le droit de la mer du 10 décembre 1982, les États-Unis n'étant pas signataires de cette dernière), le tribunal déclare en effet que bien qu'épave, elle n'en demeure pas moins celle d'un navire militaire, sujet donc à la souveraineté de l'État propriétaire.
Odyssey Marine Exploration fait appel, mais le premier jugement est confirmé par la Cour d'appel fédérale du 11e circuit. Une amende d un million de dollars est appliqué à l entreprise pour avoir essayé de cacher la vérité sur le nom du bateau et être déclaré propriétaire du trésor. Le département de la Justice lui-même a déposé un amicus brief en faveur de l'Espagne dans cette affaire, soulignant qu'il s'agissait d'un enjeu de souveraineté, mais également de lieux d'inhumation pour des soldats.
L'entreprise a ensuite tenté de porter l'affaire devant la Cour suprême, qui a rejeté la demande comme infondée en mai 2012,. Les principaux arguments juridiques se trouvent dans le premier arrêt, les autres tribunaux n'ayant fait que confirmer le raisonnement tenu.
L'affaire est importante d'un point de vue juridique, puisque bien que n'étant pas partie d'une série de conventions internationales, dont la Convention de l'UNESCO de 2001 sur la protection du patrimoine culturel subaquatique, les États-Unis reconnaissent néanmoins à l'Espagne la propriété de l'épave et des biens qu'elle contient (considérés comme « inextricablement entrelacés », ce qui permet au passage d'écarter les prétentions des autres parties civiles).